# Magnus Svenonis Leuchander
Magnus Svenonis Leuchander, född i Flisby socken , död 1680 i Vadstena, var en svensk präst i Herrestads församling.

## Biografi
Magnus Svenonis Leuchander föddes i Flisby socken och blev 24 oktober 1630 student vid Uppsala universitet. Han prästvigdes till komminister 7 juli 1627 i Viby församling. Han hade varit predikobiträde där sedan 1623. Leuchander blev 1654 kyrkoherde i Herrestads församling. Han bytte tjänst med dåvarande hospitalspredikanten Magnus Wangelius och blev 1664 hospitalspredikant i Vadstena hospitalsförsamling. Han avled 1680 i Vadstena och begravdes på klostergården. Leuchanders gravsten fanns ännu kvar på 1790-talet.

### Familj
Leuchander gifte sig med Ingefred Håkansdotter, som var änka efter kyrkoherden Andreas Jonæ Toglesander i Herrestads socken. De fick tillsammans döttrarna Ellika (1639–1709) och Maria.